# Mai 1985
Acest articol este generat integral pe baza informațiilor din articolul 1985 și este actualizat periodic de un robot.
 Editările făcute în articol vor fi șterse la următoarea actualizare! Dacă doriți să faceți modificări, editați articolul-sursă.

ianuarie -
februarie -
martie -
aprilie -
mai -
iunie -
iulie -
august -
septembrie -
octombrie -
noiembrie -
decembrie
Mai 1985 a fost a cincea lună a anului și a început într-o zi de miercuri.

## Evenimente
- 25 mai: Republica Bangladesh a fost lovită de un ciclon tropical, în urma căruia au murit aproximativ 10.000 de oameni.
- 29 mai: Dezastrul de la stadionul Heysel din Bruxelles. Au decedat 39 de microbiști și sute au fost răniți în timpul unui meci din Liga Campionilor UEFA.

## Nașteri
- 2 mai: Fabien Farnolle, fotbalist beninez
- 2 mai: Marius Pena, fotbalist român
- 3 mai: Ezequiel Lavezzi, fotbalist argentinian
- 3 mai: Gabriela-Maria Podașcă, politiciană română
- 4 mai: Jme (Jamie Adenuga), rapper britanic
- 4 mai: Fernando Luiz Roza, fotbalist brazilian
- 5 mai: Claudiu Năsui, politician român
- 5 mai: Bruno Simão, fotbalist portughez
- 5 mai: Claudiu Năsui, politician român
- 6 mai: Chris Paul, baschetbalist american
- 7 mai: J Balvin (José Álvaro Osorio Balvin), cântăreț columbian
- 7 mai: Laurențiu Rus, fotbalist român
- 8 mai: Ștefan Lupu, actor român de film și teatru, dansator
- 8 mai: Silvia Stroescu, sportivă română (gimnastică artistică)
- 8 mai: Denis Zmeu, fotbalist din R. Moldova
- 9 mai: Jonatan Berg, fotbalist suedez
- 9 mai: Carmen Cartaș, handbalistă română
- 9 mai: Vasile Gheorghe, fotbalist român
- 10 mai: Calvin Tolmbaye, fotbalist român
- 10 mai: Odette Annable, actriță americană
- 13 mai: Spase Dilevski, fotbalist australian
- 14 mai: Ina Mihalache, actriță canadiană
- 14 mai: Zack Ryder (Matthew Joseph Cardona Jr.), wrestler american
- 15 mai: Marius Berbecar, sportiv român (gimnastică artistică)
- 16 mai: Florin Costea (Florin Constantin Costea), fotbalist român
- 17 mai: Teófilo Gutiérrez, fotbalist columbian
- 17 mai: Greg Van Avermaet, ciclist belgian
- 18 mai: Dalma Kovács, cântăreață română
- 20 mai: Christopher Froome, ciclist britanic
- 20 mai: André Leão, fotbalist portughez
- 20 mai: Miroslav Manolov, fotbalist bulgar
- 20 mai: Gora Tall, fotbalist senegalez
- 21 mai: Mutya Buena (Rosa Isabel Mutya Buena), muziciană britanică
- 21 mai: Camille Ayglon, handbalistă franceză
- 21 mai: Galena (Galina Viceva Ghenceva), cântăreață bulgară
- 21 mai: Dušan Kuciak, fotbalist slovac
- 21 mai: Lucie Hradecká, jucătoare cehă de tenis
- 21 mai: Galena, cântăreață bulgară
- 22 mai: Tranquillo Barnetta, fotbalist elvețian
- 22 mai: Fernando Rufino, atlet paralimpic brazilian
- 23 mai: Sebastián Fernández, fotbalist uruguayan
- 23 mai: Heidi Range (Heidi India Range), muziciană britanică
- 24 mai: Juan Carlos Toja, fotbalist columbian
- 25 mai: Demba Ba, fotbalist senegalez
- 25 mai: Roman Reigns (n. Leati Joseph Anoa'i), wrestler și actor american
- 26 mai: Simeon Bulgaru, fotbalist din R. Moldova
- 27 mai: Roberto Soldado (Roberto Soldado Rillo), fotbalist spaniol
- 28 mai: Richárd Osváth, scrimer maghiar
- 29 mai: Hernanes (Anderson Hernandes de  Carvalho Viana Lima), fotbalist brazilian

## Decese
- 10 mai: Toni Branca, 68 ani, pilot elvețian Formula 1 (n. 1916)
- 28 mai: Șerban Țițeica, 77 ani, fizician și profesor universitar român, membru titular (1955) și vicepreședinte (1965-1985) al Academiei Române (n. 1908)